# عقاب (شعر تنیسون)
«عقاب» (انگلیسی: The Eagle) شعری کوتاه از آلفرد تنیسون است که نخستین بار در سال ۱۸۵۱ به چاپ رسید. این شاعر در دوره ویکتوریا زندگی می‌کرد. این عصر به‌طور گسترده‌ای برای جنبش رمانتیسم در سنت ادبی شناخته شده است. اغلب از تنیسون به‌عنوان یکی از نمایندگان اصلی شعر در دوره ویکتوریا به‌خاطر محبوبیت رو به رشدش در این دوره و بعد از زمان خودش یاد می‌شد.